# Municipalità di Kharagauli
La municipalità di Kharagauli (in georgiano ხარაგაულის მუნიციპალიტეტი?) è una municipalità georgiana dell'Imerezia.
Nel censimento del 2002 la popolazione si attestava a 27 885 abitanti. Nel 2014 il numero risultava essere 19 473.
La cittadina di Kharagauli è il centro amministrativo della municipalità, la quale si estende su un'area di 914 km².

## Popolazione
Dal censimento del 2014 la municipalità risultava costituita al 99,7% da persone di etnia georgiana.

## Monumenti e luoghi d'interesse
- Ubisi
- Marelisi
- Parco nazionale di Borjomi-Kharagauli